# Kozłek całolistny
Kozłek całolistny (Valeriana simplicifolia Kabath) – gatunek rośliny wieloletniej należący do rodziny kozłkowatych. W Polsce występuje tylko we wschodniej i południowej części kraju. 

## Morfologia
ŁodygaWzniesiona, 4-kanciasta, osiąga wysokość 10 – 50 cm. Jest bruzdkowana i naga, a tylko pod węzłami nieco owłosiona. Pod ziemią roślina posiada kłącze wytwarzające cienkie i długie rozłogi.
LiścieWszystkie liście są niepodzielone, najwyżej wcinano-ząbkowane, co odróżnia go od pozostałych gatunków.
KwiatyRoślina dwupienna lub mieszanopłciowa. Kwiaty drobne, żeńskie o białych płatkach korony długości ok. 1 mm, męskie różowawe, o płatkach długości ok. 3 mm.
OwocNiełupki z pierzastym puchem kielichowym.
Gatunki podobneKozłek dwupienny, różni się głównie tym, że ma liście podzielone.

## Biologia i ekologia
Bylina, hemikryptofit. Kwitnie od maja do czerwca. Rośnie na mokradłach, źródliskach, torfowiskach, w mokrych zaroślach, olszynach. Gatunek charakterystyczny dla Ass. Valeriano-Caricetum flavae i Ass. Caltho-Alnetum.